# Monjo (Nepal)
Monjo (auch Manjo) ist ein Dorf in der Region Khumbu im Osten Nepals. Es liegt auf einer Höhe von etwa 2832 m am Fluss Dudhkoshi und ist nach Phakding eine alternative erste Station  nach Lukla auf dem Mount Everest Trek.

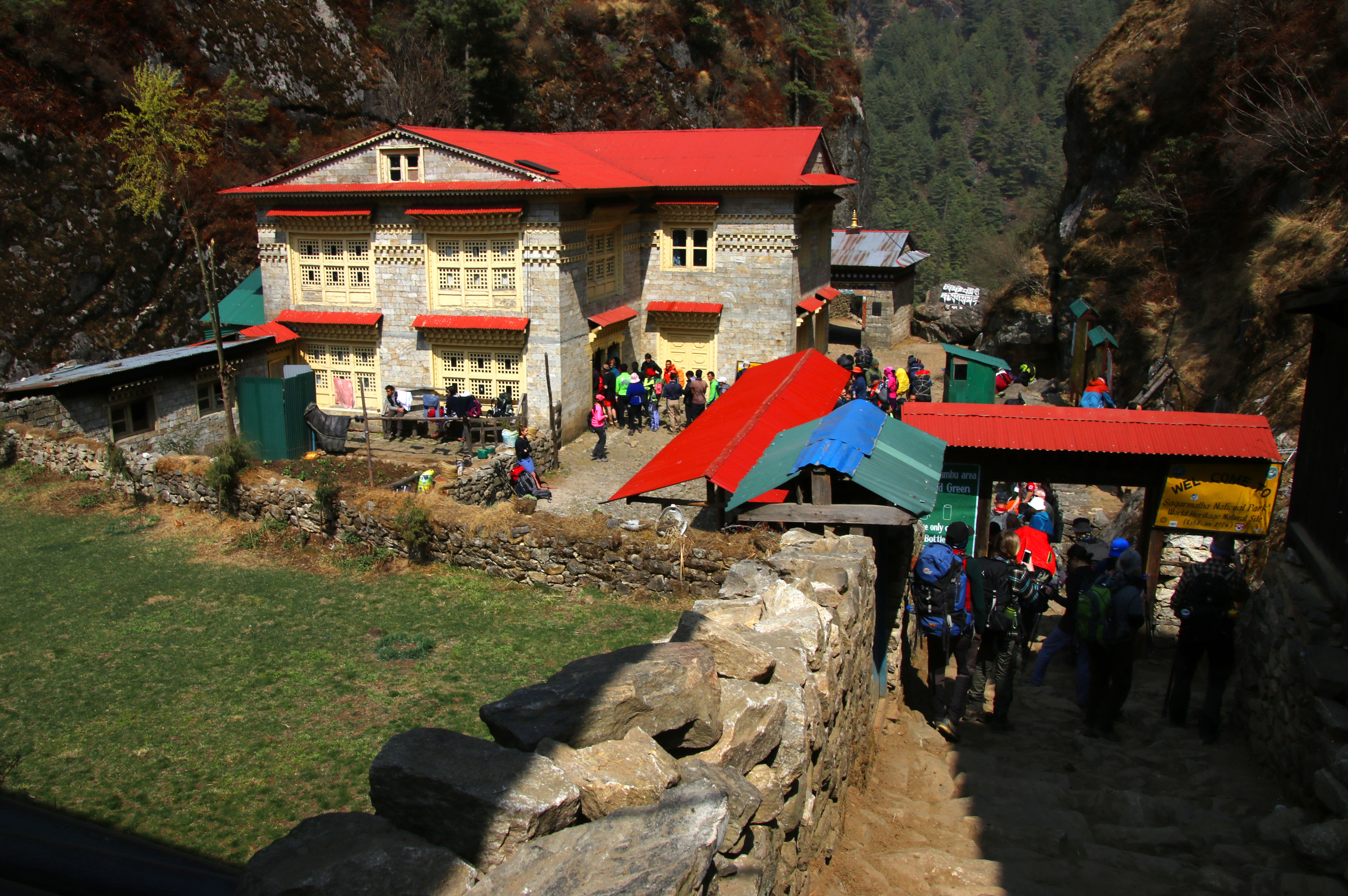
Eingang zum Sagarmatha-Nationalpark

Der Ort ist heute sehr touristisch geprägt und wird dominiert durch Restaurants und Guest Houses für Trekker. Am nördlichen Ortsende von Monjo befindet sich der Parkeingang zum Sagarmatha-Nationalpark.